# Mistrzostwa Polski Seniorów w Lekkoatletyce 1959
35. Mistrzostwa Polski Seniorów w Lekkoatletyce – zawody, które rozgrywane były w Gdańsku na stadionie BKS Lechia między 21 a 23 lipca 1959. W tym roku nie rozegrano mistrzostw Polski w wielobojach.

## Rezultaty
| NR – rekord Polski \| SB – najlepszy wynik w sezonie \| PB – rekord życiowy |

### Mężczyźni
| Konkurencja:                  | 1. miejsce                                                                       | Rezultat     | 2. miejsce                                  | Rezultat  | 3. miejsce                                                                        | Rezultat  |
| Bieg na 100 m                 | Andrzej Zieliński Gwardia Warszawa                                               | 10,7         | Marian Foik Legia Warszawa                  | 10,7      | Janusz Jarzembowski Warta Poznań                                                  | 10,8      |
| Bieg na 200 m                 | Marian Foik Legia Warszawa                                                       | 21,1         | Andrzej Zieliński Gwardia Warszawa          | 21,7      | Janusz Jarzembowski Warta Poznań                                                  | 21,8      |
| Bieg na 400 m                 | Jerzy Kowalski Zawisza Bydgoszcz                                                 | 47,6         | Edward Bożek Górnik Zabrze                  | 48,2      | Zygmunt Czapracki AZS Wrocław                                                     | 48,5      |
| Bieg na 800 m                 | Stefan Lewandowski AZS Szczecin                                                  | 1:47,9       | Jerzy Bruszkowski Zawisza Bydgoszcz         | 1:50,4    | Tadeusz Kaźmierski Noteć Mątwy                                                    | 1:50,7    |
| Bieg na 1500 m                | Marian Jochman Zawisza Bydgoszcz                                                 | 3:45,7       | Zbigniew Orywał Warta Poznań                | 3:46,2    | Witold Baran Stal Mielec                                                          | 3:46,7    |
| Bieg na 5000 m                | Zdzisław Krzyszkowiak Zawisza Bydgoszcz                                          | 14:20,0      | Mieczysław Kierlewicz Jagiellonia Białystok | 14:39,6   | Marian Dobija AZS Wrocław                                                         | 14:39,8   |
| Bieg na 10 000 m              | Stanisław Ożóg Wawel Kraków                                                      | 30:18,6      | Władysław Płonka Bielawianka Bielawa        | 31:32,6   | Alojzy Graj Zawisza Bydgoszcz                                                     | 31:49,2   |
| Maraton                       | Euzebiusz Fert Pionier Strzelce Opolskie                                         | 2:38:06,4 SB | Benedykt Gugała Olsza Kraków                | 2:38:50,4 | Julian Witkowski Start Katowice                                                   | 2:41:02,8 |
| Bieg na 110 m przez płotki    | Roman Muzyk Wisła Kraków                                                         | 14,5 SB      | Wiesław Król AZS Gliwice                    | 14,7      | Mieczysław Kolejwa AZS Warszawa                                                   | 14,8      |
| Bieg na 200 m przez płotki    | Roman Muzyk Wisła Kraków                                                         | 24,0         | Zdzisław Kumiszcze Start Katowice           | 24,2      | Bogusław Turek Legia Warszawa                                                     | 24,7      |
| Bieg na 400 m przez płotki    | Leonard Dobczyński Legia Warszawa                                                | 53,7         | Andrzej Makowski Gwardia Warszawa           | 53,7      | Witold Dudziak Wisła Kraków                                                       | 54,1      |
| Bieg na 3000 m z przeszkodami | Kazimierz Żbikowski Budowlani Bydgoszcz                                          | 8:58,6       | Władysław Sztwiertnia Górnik Zabrze         | 8:59,6    | Jan Lasocki Lechia Gdańsk                                                         | 9:06,4    |
| Sztafeta 4 × 100 m            | Górnik Zabrze Edward Szmidt Józef Szmidt Edward Bożek Golla                      | 42,3         | AZS Kraków Zdzisław Szczerba                | 42,5      | Gwardia Warszawa                                                                  | 42,6      |
| Sztafeta 4 × 400 m            | Legia Warszawa Gerard Mach Józef Gadomski Tadeusz Kulikowski Stanisław Swatowski | 3:14,4       | Zawisza Bydgoszcz                           | 3:16,2    | Baildon Katowice Józef Psujka Zdzisław Lipkowski Zdzisław Szyroki Ernest Stokłosa | 3:16,2    |
| Chód na 10 km                 | Franciszek Szyszka Lechia Gdańsk                                                 | 49:52,8      | Wiesław Sarnecki Konradia Gdańsk            | 52:23,0   | Jan Nowak Pogoń Szczecin                                                          | 54:04,0   |
| Chód na 20 km                 | Jerzy Hausleber Lechia Gdańsk                                                    | 1:34:45,6    | Franciszek Szyszka Lechia Gdańsk            | 1:36:05,8 | Wiesław Sarnecki Konradia Gdańsk                                                  | 1:38:20,4 |
| Skok wzwyż                    | Kazimierz Fabrykowski AZS Gliwice                                                | 1,95         | Andrzej Stauffer Start Katowice             | 1,90      | Bolesław Mroczyński Zawisza Bydgoszcz                                             | 1,85      |
| Skok o tyczce                 | Andrzej Krzesiński LKS Sopot                                                     | 4,40         | Zbigniew Janiszewski Olsza Kraków           | 4,30      | Janusz Gronowski Gwardia Wrocław                                                  | 4,30      |
| Skok w dal                    | Kazimierz Kropidłowski LKS Sopot                                                 | 7,82 NR      | Zenon Frańczak Baildon Katowice             | 7,46      | Edward Ludwiczak Śląsk Wrocław                                                    | 7,32      |
| Trójskok                      | Ryszard Malcherczyk Legia Warszawa                                               | 16,09        | Józef Szmidt Górnik Zabrze                  | 15,93     | Witold Gutowski Start Lublin                                                      | 15,34     |
| Pchnięcie kulą                | Alfred Sosgórnik Górnik Zabrze                                                   | 17,19        | Eugeniusz Kwiatkowski Zawisza Bydgoszcz     | 17,01     | Józef Auksztulewicz Zawisza Bydgoszcz                                             | 15,96     |
| Rzut dyskiem                  | Edmund Piątkowski Legia Warszawa                                                 | 58,33        | Zenon Begier Warta Poznań                   | 52,12     | Czesław Śnieżyński AZS Poznań                                                     | 50,45     |
| Rzut młotem                   | Olgierd Ciepły Czarni Wrocław                                                    | 63,19        | Tadeusz Rut Legia Warszawa                  | 61,75     | Bohdan Towpik Społem Łódź                                                         | 60,11     |
| Rzut oszczepem                | Janusz Sidło Sparta Warszawa                                                     | 80,81        | Zbigniew Radziwonowicz Legia Warszawa       | 73,62     | Marian Machowina Lechia Gdańsk                                                    | 69,64     |

### Kobiety
| Konkurencja:              | 1. miejsce                                                                              | Rezultat | 2. miejsce                                                                           | Rezultat | 3. miejsce                                                             | Rezultat |
| Bieg na 100 m             | Maria Bibro Cracovia                                                                    | 12,0     | Barbara Janiszewska AZS Kraków                                                       | 12,0     | Celina Jesionowska Legia Warszawa                                      | 12,2     |
| Bieg na 200 m             | Barbara Janiszewska AZS Kraków                                                          | 24,3     | Celina Jesionowska Legia Warszawa                                                    | 24,7     | Mirosława Sałacińska Społem Łódź                                       | 25,2     |
| Bieg na 400 m             | Karolina Łukaszczyk Zawisza Bydgoszcz                                                   | 57,4     | Zofia Walasek Start Katowice                                                         | 58,1     | Beata Żbikowska Budowlani Bydgoszcz                                    | 58,5     |
| Bieg na 800 m             | Krystyna Nowakowska Legia Warszawa                                                      | 2:09,5   | Beata Żbikowska Budowlani Bydgoszcz                                                  | 2:09,6   | Karolina Łukaszczyk Zawisza Bydgoszcz                                  | 2:10,8   |
| Bieg na 80 m przez płotki | Maria Chojnacka Legia Warszawa                                                          | 11,2     | Elżbieta Krzesińska LKS Sopot                                                        | 11,2     | Teresa Wieczorek ŁKS Łódź                                              | 11,3     |
| Sztafeta 4 × 100 m        | Legia Warszawa Irmina Dąbrowska Krystyna Fijałkowska Celina Jesionowska Maria Chojnacka | 48,5     | Budowlani Bydgoszcz Bożena Stahl Gabriela Kujawska Barbara Sułkowska Barbara Jotejko | 50,0     | Lechia Gdańsk Teresa Socha Elżbieta Wagner Charlotta Szulc Janina Hase | 52,2     |
| Skok wzwyż                | Jarosława Jóźwiakowska AZS Gdańsk                                                       | 1,66     | Łucja Noworyta Olsza Kraków                                                          | 1,54     | Wanda Dobrowolska Lotnik Warszawa                                      | 1,54     |
| Skok w dal                | Elżbieta Krzesińska LKS Sopot                                                           | 6,10     | Maria Bibro Cracovia                                                                 | 6,01     | Maria Chojnacka Legia Warszawa                                         | 5,77     |
| Pchnięcie kulą            | Eugenia Rusin Wybrzeże Gdańsk                                                           | 14,79    | Jadwiga Klimaj Wawel Kraków                                                          | 14,48    | Urszula Figwer AZS Kraków                                              | 13,72    |
| Rzut dyskiem              | Kazimiera Rykowska Legia Warszawa                                                       | 48,57    | Helena Dmowska Warszawianka                                                          | 43,89    | Jadwiga Klimaj Wawel Kraków                                            | 43,77    |
| Rzut oszczepem            | Urszula Figwer AZS Kraków                                                               | 50,36    | Maria Grabowska LKS Sopot                                                            | 48,06    | Teresa Tubek LKS Sopot                                                 | 46,99    |

## Biegi przełajowe
31. mistrzostwa Polski w biegach przełajowych rozegrano 19 kwietnia w Skarżysku-Kamiennej. Kobiety rywalizowały na dystansie 1,2 kilometra, a mężczyźni na 3 km, na 6 km i na 12 km.

### Mężczyźni
| Konkurencja:            | 1. miejsce                           | Rezultat | 2. miejsce                                  | Rezultat | 3. miejsce                          | Rezultat |
| Bieg przełajowy (3 km)  | Marian Jochman Zawisza Bydgoszcz     | 9:03,0   | Jerzy Bruszkowski Zawisza Bydgoszcz         | 9:07,6   | Wacław Ziółkowski Zawisza Bydgoszcz | 9:08,2   |
| Bieg przełajowy (6 km)  | Władysław Płonka Bielawianka Bielawa | 18:13,6  | Władysław Sztwiertnia Górnik Zabrze         | 18:48,0  | Jerzy Golda Lechia Gdańsk           | 18:54,2  |
| Bieg przełajowy (12 km) | Tadeusz Kuchniewski Drukarz Warszawa | 35:35,0  | Mieczysław Kierlewicz Jagiellonia Białystok | 35:57,2  | Andrzej Mierzejewski Warta Poznań   | 35:28,2  |

### Kobiety
| Konkurencja:             | 1. miejsce                         | Rezultat | 2. miejsce                        | Rezultat | 3. miejsce                   | Rezultat |
| Bieg przełajowy (1,2 km) | Krystyna Nowakowska Legia Warszawa | 3:34,8   | Henryka Staneta LZS Łysica Kielce | 3:36,1   | Zofia Walasek Start Katowice | 3:44,8   |